# Amerykanie pochodzenia bułgarskiego
Amerykanie pochodzenia bułgarskiego (angielski: Bulgarian Americans) – obywatele lub rezydenci Stanów Zjednoczonych pochodzący z Bułgarii bądź też mający przodków wśród Bułgarów.
W spisie ludności z 2000 roku 55 489 Amerykanów zadeklarowało bułgarskie korzenie natomiast 92,841 osób podało iż jest, częściowo, pochodzenia bułgarskiego. Taki podział bierze się stąd, iż ludność Stanów Zjednoczonych jest w ogromnej większości pochodzenia mieszanego, w cenzusie na pytanie o pochodzenie ludzie deklarują więc to, które jest dla nich najważniejsze np. Matt Stone, scenarzysta kreskówki South Park, którego matka jest żydówką a ojciec Irlandczykiem, deklaruje się jako amerykański Żyd (angielski: Jewish American). Do tego dochodzą jeszcze ludzie pochodzący z Bułgarii, ale niebędący Bułgarami. Zatem zależnie od kryteriów i danych, liczbę bułgarskich Amerykanów ocenia się na od 55 000 do 300 000.

## Demografia
Większe fale migracji Bułgarów do Stanów Zjednoczonych rozpoczęły się w 2 połowie XIX wieku. Osiadali oni głównie w miastach, przede wszystkim w Chicago. Obecnie Stany, według danych Agency for Bulgarians Abroad z 2004 roku, zamieszkuje około 250 000 ludzi mających choć częściowe bułgarskie pochodzenie lub pochodzących z Bułgarii. Według cenzusu amerykańskiego z 2000 roku osób deklarujących pochodzenie bułgarskie jest 55 489. Według tego samego źródła najliczniej zamieszkują oni Kalifornię, Illinois, Nowy Jork, Florydę i Ohio. Jeśli chodzi o miasta, to największe społeczności bułgarskie zamieszkują Chicago, Nowy Jork, Miami i Los Angeles. Mniejsze grupy mieszkają w Gary, Fort Wayne, Indianapolis, Lorain, Toledo, Cleveland, Youngstown i w Akron.
Stany Zjednoczone mają jedną z największych na świecie populacji bułgarskich żyjących poza rodzimym krajem. Jeśli chodzi o studentów pochodzących z Europy Wschodniej to Bułgarzy są na drugim, po Rosjanach, miejscu. 17% amerykańskich Bułgarów ma wyższe wykształcenie, zaś mediana rocznych zarobków wynosi 44,578 dolarów na gospodarstwo domowe.

## Język
Większość amerykańskich Bułgarów mówi po angielsku. W spisie ludności z 2000 roku, 28 565 ludzi zadeklarowało iż używa języka bułgarskiego na co dzień. Są to przede wszystkim osoby, które stosunkowo niedawno przybyły do Stanów Zjednoczonych. Wielu Bułgarów nie zna zbyt dobrze swojego rodzimego języka, wielu też miesza go z angielskim.